# Averroès & Rosa Parks
Averroès & Rosa Parks és una pel·lícula documental de 2024 dirigida per Nicolas Philibert. La pel·lícula forma part d'un tríptic de llargmetratges documentals dedicats als pacients i cuidadors del Grup Psiquiàtric Central de París. S'ha subtitulat al català.
Va ser seleccionat a l'especial del 74è Festival Internacional de Cinema de Berlín, on es va estrenar el 16 de febrer de 2024. La pel·lícula també va ser nominada al premi del festival al millor documental.
Es va estrenar als cinemes a França el 20 de març de 2024.